# Andy Harries

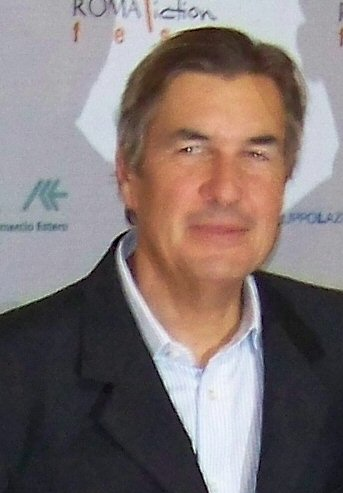
Andy Harries (2009)

Andy Harries (* 8. April 1954 in Inverness) ist ein britischer Filmproduzent.

## Leben
Harries tritt seit Mitte der 1980er Jahre als Produzent für Film und Fernsehen in Erscheinung. In den Jahren 2000 bis 2007 war er für Granada Productions tätig. 2007 war er Mitbegründer von Left Bank Pictures. Harries war in den 1980er und 1990er Jahren auch als Regisseur aktiv und inszenierte mehrere Dokumentationen.
Sein Schaffen als Produzent umfasst mehr als 100 Produktionen. Einer seiner künstlerisch größten Erfolge war Die Queen aus dem Jahr 2006. Bei der Oscarverleihung 2007 war er gemeinsam mit Christine Langan und Tracey Seaward für Die Queen für den Oscar in der Kategorie Bester Film nominiert. Im gleichen Jahr gewannen sie den British Academy Film Award in der Kategorie Bester britischer Film und wurden für den Alexander Korda Award for Best British Film nominiert.
Als ausführender Produzent ist er seit 2016 an der international erfolgreichen Serie The Crown beteiligt. In gleicher Position arbeitete er an der Serie Strike Back.
2019 wurde Harries im Rahmen der 2019 Birthday Honours für seine Verdienste um die britische Film- und Fernsehindustrie in den Order of the British Empire aufgenommen.

## Filmografie (Auswahl)
- 2006: Die Queen (The Queen)
- 2009: The Damned United – Der ewige Gegner (The Damned United)
- 2011: The Lady